# Treskavac (Ribnik)
Treskavac (szerbül: Трескавац) falu Bosznia-Hercegovinában, a Szerb Köztársaságban, Ribnik községben. 

## Fekvése
Bosznia-Hercegovina nyugati részén, Banja Lukától légvonalban 44, közúton 69 km-re délnyugatra, községközpontjától légvonalban 3, közúton 6 km-re keletre, a Dimitor-hegység területén, a Rastoka-patak partján fekszik. A terep legnagyobb része magasabban fekvő, lakatlan, erdős terület, kisebb része pedig lakott terep, amely egy sík terület a Rastoka nevű vízfolyás mentén. Ezt a területet főleg triász kori kőzetek foglalják el. Túlnyomórészt gyengén áteresztő, illetve át nem eresztő kőzetek, amelyek kovásodott mészkőből, márgából állnak, homokkő és magmás kőzetek. A triász kori lerakódások második csoportját a jól áteresztő, porózus kőzetek alkotják, barlangos hasadékokkal. A Rastoka-patak a Dimitor hegység nyugati lejtőin fakad. 

## Népessége
| Nemzetiségi csoport | Népesség 1991 | Népesség 2013 |
| ------------------- | ------------- | ------------- |
| Szerb               | 130           | 55            |
| Bosnyák             | 0             | 0             |
| Horvát              | 0             | 0             |
| Jugoszláv           | 0             | 0             |
| Egyéb               | 0             | 0             |
| Összesen            | 130           | 55            |

## Története
A települést 1351-ben említik először II. István bosnyák bán oklevelében „Triska” néven. Treskavac fölött volt a középkorban a Prolom-Grad erőd állt, amelyet ma is Polo vagy Prolom néven neveznek.
A falu területe 1878-ig tartozott az Oszmán Birodalomhoz, majd az Osztrák-Magyar Monarchia része lett. A monarchia szétesésével 1918-ben előbb a Szerb-Horvát-Szlovén Királyság, majd 1929-től a Jugoszláv Királyság része. 
A Jugoszláv Királyságban a falu a Vrbaska banovina része volt. Jugoszlávia megszállása után a falu a Független Horvát Állam (NDH) része, majd 1945-től a falu a szocialista Jugoszlávia része volt. 
1965-ben az akkori Bosznia-Hercegovinai Köztársaság racionalizálása miatt Ribnik község területét Sanicával együtt Ključ községhez csatolták. A település 1995 szeptemberéig a boszniai szerb katonai egységek ellenőrzése alatt állt. A boszniai háborút lezáró daytoni békeszerződés rendelkezése alapján az ország területét felosztották a Bosznia-hercegovinai Föderáció és a boszniai Szerb Köztársaság között, ennek során a település a Boszniai Szerb Köztársasághoz és Ribnik községhez került. Lakossága főként mezőgazdasággal és erdőgazdálkodással foglalkozik.

## Nevezetességei
Treskavac Szent Mihály arkangyal tiszteletére szentelt ortodox kolostora. A kolostor újjáépítése 2007-ben kezdődött Hrizostom Jević püspök kezdeményezésére. A romos kolostorról a püspök a belgrádi pátriárkai könyvtárban talált információkat a „Dabrobosanski istochnik” 1888. évi egyik számában a „Rastoka falu leírása” című cikkben, amelyben Mile Popadić ključi pap említi ezt a kolostort. A treskavaci kolostor apátja, Várnava archimandrita közlése szerint a régi kolostorról nem sok írásos nyom van, de a néphagyomány szerint a szent helyet Bosznia eleste után pusztította el néhány glamočići eltörökösödött Pilipović, akik később áttértek az iszlám hitre. A kolostor köveit a Rastoka folyón egy negyed órára innen fekvő helyre szállították és a bég alattvalóinak 12 házat építettek belőle. A kolostor nevének még az említését is megtiltották.
A püspök 2007 szeptemberében érkezett először erre a helyre, ahol minden elhagyatott volt, benőtte a növényzet, és bizonyos értelemben életszerűtlennek látszott egyedül, áram, víz, semmi nélkül kijönni az erdőbe.
Az új kolostor alapjait 2008 februárjában rakták le, májusban pedig már a tetőfedésnél tartottak. 2013-ban kezdték építeni a kolostor Szent Arkangyalok tiszteletére szentelt templomát, amelynek alapjait 2012-ben a Szent Angyalok napján szentelték fel. A falakat 2013-ban húzták fel, 2020-ban pedig már a belső festés is az utolsó fázisában tartott. Jövőbeli terveik között szerepel egy kapu és a kolostor körüli falak építése, valamint egy nagyobb fogadótér felépítése.